# زن سرخ‌پوش (میدان فردوسی)
زن سرخ‌پوش یا یاقوت (متولد ۱۳۰۵) لقب زنی با هویت نامعلوم در تهران که حدوداً ۳۰ سال، هر روز، ساکت و آرام با لباس، کفش، کیف و جوراب قرمزرنگ در میدان فردوسی و اغلب ضلعِ شمال شرقی آن به انتظار می‌ایستاد. او تا حدود سال‌های ۶۲–۶۱ هر روز به این کار ادامه می‌داد و به گفته مردم، یک‌باره از صحنه محو شد. روایات دربارهٔ این زن زیاد است و عموماً بر این باورند که او در عشق شکست خورده بود و در انتظار معشوق گم‌گشته در آن مکان به انتظار می‌ایستاده است. تنها مستند و تصویری که از آن زن وجود دارد، صحنه‌هایی از زن سرخ‌پوش در فیلم مستند تهران امروز ساخته خسرو سینایی (محصول ۱۳۵۶) است،همچنین در سریال تاسیان ساخته تیناپاکروان صحنه هایی از حضور زن سرخ پوش وجود دارد. 
همچنین مسعود بهنود در سال ۱۳۵۵ خورشیدی با او مصاحبه‌ای انجام داده است. خود شخص مصاحبه‌شونده (زن مشهور به سرخ‌پوش) در مصاحبه چندین بار عاشق بودن و روایت‌های گفته‌شده دربارهٔ خود را انکار می‌کند.

## در فرهنگ عامه
رحیم معینی کرمانشاهی ترانهٔ «تو شهری که تو نیستی خیابون شده خالی» (با صدای فرشته) را با الهام از زن سرخ‌پوش سرود. سناریوی موزیک ویدیوی «هفتهٔ عشق» از بنیامین بهادری اشارهٔ مستقیم این زن دارد. محمدعلی سپانلو نیز در منظومهٔ «خانم زمان»، با شعری از او یاد می‌کند. فریدون فروغی هم ترانهٔ «همیشه غایب» را از زبان او خوانده است.
اکرم بهرامیان در مستندی به نام «بگذار تا همیشه» و خسرو سینایی در سراسر تهران امروز هر از گاهی نمایی از زن سرخ‌پوش میدان فردوسی تهران پخش می‌شود و می‌کوشد داستان فیلم را با بودن او واگویی کند. هادی طامه و امین متین یکی از شخصیت‌های داستان ساعت صفر را به «زن سرخ‌پوش» میدان فردوسی اختصاص داده‌اند. ساعت صفر یک رمان علمی تخیلی با موضوع سفر در زمان است که به صورت پادکست منتشر شده است.
آناهیتا نعمتی در فیلم کوتاهی به‌نام «مثل همیشه» ساختهٔ محمد حمزه‌ای نقش این زن را بازی کرده است. به گزارش روزنامه شرق در پنج شنبه ۲۱ مهر ماه ۱۳۹۰، پنجاه زن با لباس قرمز، به یاد «زن سرخ‌پوش» در میدان فردوسی تجمع کرده بودند و با روش فلش ماب و یک پرفورمنس اجرا کردند. بر طبق اعلام مرکز اطلاع‌رسانی فرماندهی انتظامی تهران بزرگ این حضور صرفاً برای تهیۀ یک برنامۀ مستند با عنوان پنج عصر میدان فردوسی، به تهیه کنندگی و کارگردانی جابر انصاری و حسینی بوده است. قصۀ زندگی زن سرخ‌پوش در مرداد ماه ۱۳۹۵ به کارگردانی رضا قنبرزاده فرید با نام «فیشر آباد و دو داستان دیگر» در یکی از سالن‌های نمایش تهران به روی صحنه رفت. همچنین در قسمت چهاردهم سریال تاسیان، از این کاراکتر یاد شده است.